# Wschodnioniemiecka Formuła 3 Sezon 1950
Sezon 1950 był pierwszym sezonem Wschodnioniemieckiej Formuły 3.

## Opis
Równolegle w Formułą 3 rozgrywano w 1950 roku w NRD mistrzostwa Kleinstrennwagen (KRW). Pojemność samochodów Formuły 3 była ograniczona do 500 cm³. Na dwa pierwszych wyścigi nie przybył żaden zgłoszony kierowca i pierwszy wyścig cyklu rozegrano 9 lipca w Lipsku. Nie przyznawano jednak za niego punktów, podobnie jak za wyniki osiągnięte w kolejnym wyścigu, na Sachsenringu. Stąd o mistrzostwie decydował wyścig w Dessau 1 października, który wygrał Richard Weiser.

## Lista startowa
| Zespół          | Kierowca             | Samochód              | Rundy    |
| --------------- | -------------------- | --------------------- | -------- |
| MSG Pößneck     | Johannes Hädrich     | Kaha-BMW              | 1, 5     |
| MSG Güstrow     | Karl-August Bergmann | Grün KB-Küchen        | 1–2, 4–5 |
| MSG Dessau      | Karl Vogel           | BMW Eigenbau          | 2–5      |
| MSG Halle       | Felix Köhler         | Fekö-FIAT             | 2–5      |
| Otto Kolan      | Otto Kolan           | OK-BMW                | 3–5      |
| Toni Kreuzer    | Toni Kreuzer         | Cooper T11-JAP        | 3–4      |
| Hellmut Deutz   | Hellmut Deutz        | Scampolo 501-DKW      | 4        |
| Willy Rentrop   | Willy Rentrop        | Scampolo 600-DKW      | 4        |
| Walter Komossa  | Walter Komossa       | Scampolo 501-DKW      | 4        |
| Arnold Pütz     | Arnold Pütz          | Tarpon-BMW            | 4–5      |
| MSG Eisenach    | Richard Weiser       | Weiser Windsbraut-BMW | 4–5      |
| Willy Arnolds   | Willy Arnolds        | Scampolo 502-BMW      | 4        |
| MSG Luckenwalde | Daniel Zimmermann    | Zimmermann            | 5        |
| Edward Vogel    | Edward Vogel         | JAP Eigenbau          | 5        |

## Kalendarz wyścigów
| Runda | Data           | Tor         | Pole position | Najszybsze okrążenie | Zwycięzca (kierowcy) | Zwycięzca (zespoły) |
| ----- | -------------- | ----------- | ------------- | -------------------- | -------------------- | ------------------- |
| 1     | 18 czerwca     | Sternberg   | nie rozegrano | nie rozegrano        | nie rozegrano        | nie rozegrano       |
| 2     | 25 czerwca     | Halle-Saale | nie rozegrano | nie rozegrano        | nie rozegrano        | nie rozegrano       |
| 3     | 9 lipca        | Lipsk       | ?             | ?                    | Otto Kolan           | Otto Kolan          |
| 4     | 27 sierpnia    | Sachsenring | Willy Arnolds | Toni Kreuzer         | Toni Kreuzer         | Toni Kreuzer        |
| 5     | 1 października | Dessau      | ?             | ?                    | Richard Weiser       | MSG Eisenach        |

## Klasyfikacja kierowców
| Legenda oznaczeń w tabelach wyników Wyświetl szablon na nowej stronie | Legenda oznaczeń w tabelach wyników Wyświetl szablon na nowej stronie                                                                     |
| Oznaczenie                                                            | Wyjaśnienie |
| --------------------------------------------------------------------- | --- |
| Złoty                                                                 | Zwycięzca lub mistrzostwo |
| Srebrny                                                               | 2. miejsce lub wicemistrzostwo |
| Brązowy                                                               | 3. miejsce lub II wicemistrzostwo |
| Zielony                                                               | Ukończył, punktował (w klasyfikacji generalnej, gdy zdobył co najmniej jeden punkt na przestrzeni sezonu, poza trzema powyższymi opcjami) |
| Niebieski                                                             | Ukończył, nie punktował (w klasyfikacji generalnej, gdy nie zdobył co najmniej jednego punktu na przestrzeni sezonu)                      |
| Czerwony                                                              | Nie zakwalifikował się (NZ) |
| Czerwony                                                              | Nie prekwalifikował się (NPK) |
| Różowy                                                                | Nie ukończył (NU) |
| Różowy                                                                | Niesklasyfikowany (NS) (w klasyfikacji generalnej, gdy nie został sklasyfikowany w żadnym wyścigu sezonu)                                 |
| Czarny                                                                | Zdyskwalifikowany (DK) |
| Czarny                                                                | Wykluczony (WYK/EX) |
| Biały                                                                 | Nie wystartował (NW) |
| Biały                                                                 | Kontuzjowany (K/INJ) |
| Biały                                                                 | Wyścig odwołany (OD/C) |
| Bez koloru                                                            | Został wycofany (WYC/WD) |
| Bez koloru                                                            | Nie przybył (NP/DNA) |
| Bez koloru                                                            | Nie brał udziału w treningach (NT/DNP) |
| Bez koloru                                                            | Nie został zgłoszony (–) |
| Pogrubienie                                                           | Start z pole position |
| Kursywa                                                               | Najszybsze okrążenie wyścigu |
| †                                                                     | Nie ukończył, ale jego rezultat został zaliczony ze względu na przejechanie więcej niż 90% dystansu wyścigu.                              |
| *                                                                     | Sezon w trakcie |
| 1/2/3                                                                 | Punktowana pozycja w sprincie kwalifikacyjnym                                                                                             |
| Lista systemów punktacji Formuły 1                                    | |

| Poz.                                          | Kierowca             | Zespół          | STE | HSS | LIP | SCH | DES | Punkty |
| --------------------------------------------- | -------------------- | --------------- | --- | --- | --- | --- | --- | ------ |
| 1                                             | Richard Weiser       | MSG Eisenach    | -   | -   | -   | -   | 1   | 6      |
| 2                                             | Johannes Hädrich     | MSG Pößneck     | NW  | -   | -   | -   | 3   | 4      |
| NS                                            | Felix Köhler         | MSG Halle       | -   | NW  | ?   | 5   | ?   | 0      |
| NS                                            | Karl-August Bergmann | MSG Güstrow     | NW  | NW  | -   | NW  | NW  | 0      |
| NS                                            | Karl Vogel           | MSG Dessau      | -   | NW  | ?   | NW  | ?   | 0      |
| NS                                            | Daniel Zimmermann    | MSG Luckenwalde | -   | -   | -   | -   | ?   | 0      |
| Kierowcy niedopuszczeni do zdobywania punktów |                      |                 |     |     |     |     |     |        |
| NS                                            | Otto Kolan           | Otto Kolan      | -   | -   | 1   | NW  | 2   | 0      |
| NS                                            | Toni Kreuzer         | Toni Kreuzer    | -   | -   | ?   | 1   | -   | 0      |
| NS                                            | Willy Arnolds        | Willy Arnolds   | -   | -   | -   | 2   | -   | 0      |
| NS                                            | Willy Rentrop        | Willy Rentrop   | -   | -   | -   | 3   | -   | 0      |
| NS                                            | Hellmut Deutz        | Hellmut Deutz   | -   | -   | -   | 4   | -   | 0      |
| NS                                            | Walter Komossa       | Walter Komossa  | -   | -   | -   | NU  | -   | 0      |
| NS                                            | Arnold Pütz          | Arnold Pütz     | -   | -   | -   | NW  | ?   | 0      |
| NS                                            | Edward Vogel         | Edward Vogel    | -   | -   | -   | -   | ?   | 0      |